# Лайма (округ Рок, Вісконсин)
Лайма (англ. Lima) — місто (англ. town) в США, в окрузі Рок штату Вісконсин. Населення — 1271 особа (2020).

## Демографія
Згідно з переписом 2010 року, у місті мешкало 1280 осіб у 473 домогосподарствах у складі 369 родин. Було 498 помешкань
Расовий склад населення:
| - 94,5 % — білих - 0,4 % — чорних або афроамериканців - 3,8 % — осіб інших рас |

До двох чи більше рас належало 1,4 %. Частка іспаномовних становила 17,7 % від усіх жителів.
За віковим діапазоном населення розподілялося таким чином: 25,0 % — особи молодші 18 років, 62,2 % — особи у віці 18—64 років, 12,8 % — особи у віці 65 років та старші. Медіана віку мешканця становила 41,2 року. На 100 осіб жіночої статі у місті припадало 109,5 чоловіків;  на 100 жінок у віці від 18 років та старших — 108,2 чоловіків також старших 18 років.
Середній дохід на одне домашнє господарство  становив 82 344 долари США (медіана — 66 750), а середній дохід на одну сім'ю — 93 037 доларів (медіана — 78 750). Медіана доходів становила 47 429 доларів для чоловіків та 30 882 долари для жінок. За межею бідності перебувало 10,1 % осіб, у тому числі 14,5 % дітей у віці до 18 років та 4,2 % осіб у віці 65 років та старших.
Цивільне працевлаштоване населення становило 584 особи. Основні галузі зайнятості: освіта, охорона здоров'я та соціальна допомога — 20,4 %, виробництво — 19,5 %, роздрібна торгівля — 13,0 %, мистецтво, розваги та відпочинок — 9,6 %.